# Municipio de Grant (condado de St. Clair)
El municipio de Grant (en inglés: Grant Township) es un municipio ubicado en el condado de St. Clair en el estado estadounidense de Míchigan. En el año 2010 tenía una población de 1891 habitantes y una densidad poblacional de 24,44 personas por km².

## Geografía
El municipio de Grant se encuentra ubicado en las coordenadas 43°7′8″N 82°35′44″O / 43.11889, -82.59556. Según la Oficina del Censo de los Estados Unidos, el municipio tiene una superficie total de 77.38 km², de la cual 76,85 km² corresponden a tierra firme y (0,68 %) 0,53 km² es agua.

## Demografía
Según el censo de 2010, había 1891 personas residiendo en el municipio de Grant. La densidad de población era de 24,44 hab./km². De los 1891 habitantes, el municipio de Grant estaba compuesto por el 96,83 % blancos, el 0,21 % eran afroamericanos, el 0,37 % eran amerindios, el 0,48 % eran asiáticos, el 0,48 % eran de otras razas y el 1,64 % eran de una mezcla de razas. Del total de la población el 1,16 % eran hispanos o latinos de cualquier raza.